# Орлово-Розово
Орло́во-Ро́зово (рос. Орлово-Розово) — присілок у складі Чебулинського округу Кемеровської області, Росія.

## Населення
Населення — 149 осіб (2010; 186 у 2002).
Національний склад (станом на 2002 рік):
- росіяни — 97 %